# Larisa Dmitrijeva
Larisa Dmitrijeva, ros. Лариса Васильевна Дмитриева, trb. Łarisa Wasiliewna Dmitrijewa (ur. 27 lutego 1950 w Smoleńsku) – litewska nauczycielka, samorządowiec i działaczka polityczna narodowości rosyjskiej, od 2012 do 2016 posłanka na Sejm Republiki Litewskiej.

## Życiorys
W młodości kształciła się w VIII szkole średniej w Wilnie. W 1972 ukończyła studia pedagogiczne (z dziedziny historii i języka angielskiego) w instytucie pedagogicznym w Smoleńsku. Dziewięć lat później została absolwentką studiów prawniczych na Wileńskim Uniwersytecie Państwowym. W latach 1979–1984 zatrudniona jako pracownik polityczny w Komitecie Centralnym Komunistycznej Partii Litwy. Pracowała także jako nauczycielka, uczyła w wyższej szkole partyjnej w Leningradzie (1984–1986). Od 1986 do 1989 pracowała jako zastępczyni przewodniczącego działającego w Litewskiej SRR towarzystwa trzeźwości.
Od 1997 do 2000 była producentką w Rosyjskim Teatrze Dramatycznym Litwy. W latach 2003–2004 doradzała frakcji parlamentarnej Partii Pracy. Była również metodykiem na Moskiewskim Uniwersytecie Państwowym (2002–2008). W kolejnych latach pracowała jako nauczycielka angielskiego w szkole „Saulutė”, była również przewodniczącą organizacji społecznej „Mūsų dialogas”.
Po 1990 wraz z bratem Siergiejem Dmitrijewem zaangażowała się w działalność na rzecz społeczności rosyjskiej na Litwie. Wstąpiła do Związku Rosjan Litwy, z ramienia którego wykonywała w latach 2004–2011 mandat radnej Wilna. Sprawowała także funkcję doradczyni burmistrza Wilna (2009–2011). Kilkakrotnie ubiegała się o mandat parlamentarzystki. W wyborach w 2012 po raz pierwszy uzyskała mandat posłanki na Sejm Republiki Litewskiej z listy Partii Pracy, z którą porozumienie zawarł Związek Rosjan Litwy. W Sejmie XI kadencji została przewodniczącą komisji do spraw przeciwdziałania alkoholizmowi i narkomanii. W 2016 nie została ponownie wybrana. W 2020 powróciła do rady miejskiej w Wilnie.

## Życie prywatne
Jest zamężna z Mečislovasem Vitkauskasem, ma syna Tomasa. Jej brat Siergiej Dmitrijew również uzyskiwał mandat poselski.